# 李遠 (作家)
李遠（1951年10月30日—），筆名小野，生於臺灣臺北市，作家、編劇。現任文化部部長，曾任中華電視公司總經理、臺北市影視音實驗教育機構校長。其在中央電影公司期間參與台灣新浪潮電影運動。2018年9月，獲得爭取連任的臺北市市長柯文哲延攬擔任競選辦公室總幹事，於選後回任台北市文化基金會董事長。

## 生平

### 早年
其父母是福建的客家人，其父名李琳。
其父原出身福建武平县偏遠山區農村，1945年，日本無條件投降，二次世界大戰結束，中華民國政權依據盟軍總部一般命令第一號中的安排代表盟軍到臺澎受降，並在臺澎戰後最終處置確定前，為盟軍全體成員佔領代管臺澎。其父只有初中畢業，卻自稱有大學學士學歷，加入臺灣省訓練團任課務科科長，參與接管臺灣工作，後改任臺灣省物資局主計處統計課課長。
母親為福建連城縣人，在小孩出生後就辭去公務員工作，成為專職家庭主婦，以筆名「汪水」、「黃智」等於各報寫專欄及雜文。小野在家中排行第三，是長男，其上有兩名姐姐李小琳、李小彬，底下為么弟李近。出生時原名「李小埜」；後為了方便認讀及紀念祖父李光遠，報戶口時取名李遠。「埜」是「野」的古字，小野這個名字後來成為他的筆名。
小野在臺北市立成功高級中學夜間部畢業後，進入國立臺灣師範大學生物學學系，取得學士，曾任國立陽明大學助教。

### 筆耕、文化工作
因為家中收入不高，小野父母在1964年開始向報章投稿，賺取稿費；小野在中學時代也開始投稿，曾取得多項學生文學獎項。就讀大學時，1973年在《中央日報》發表《蛹之生》，1975年出版，此後成為流行作家。大學畢業後仍然持續寫作，包括服兵役與在臺北縣五股國中教書的經驗，都成為他作品的來源。小野後來至美國紐約州立大學水牛城分校留學，攻讀生物學博士。在此認識其妻，兩人結婚。
1980年代初，在美麗島事件發生後，獲得中央電影公司聘書，中斷學業，回到臺灣，擔任中影製片企劃部副理兼企劃組長，投入電影工作。他在此認識吳念真、侯孝賢等人，在中影總經理明驥的充份授權下，一起合作推動台灣新浪潮電影運動。1990年代初，小野擔任由《遠見雜誌》投資之《尋找台灣生命力》電視影片的策畫及總撰稿。之後，小野曾任臺灣電視公司董事，在任內推動「臺灣電視文藝復興運動」。之後，小野曾經擔任中國電視公司、中華電視公司的顧問、董事，任內曾經帶動中視八點檔連續劇的製作方向朝向「年輕化」，製作《少年十五二十時》等八點檔連續劇。
2000年，小野應時任臺視總經理胡元輝邀請接任臺視節目部經理，外界一度盛傳小野因在2000年中華民國總統選舉中支持陳水扁而得以接任此職，但小野自認受邀接任此職是為了改造惡質電視生態而無關政治酬庸。一年八個月後，小野主動請辭此職，理由一是他不能接受的政治干預，理由二是他欲極力改變的媚俗電視文化。
2005年，小野擔任第十三屆台北國際書展「Best From Taiwan版權推介」評審委員召集人。2006年，小野擔任華視總經理，任期至2008年3月屆滿；同年，小野擔任行政院新聞局優良課外讀物評審委員召集人。2006年12月22日，小野出席立法委員李永萍召開的《公共電視法》修法公聽會。他批評，公共電視文化事業基金會處處干預華視、強迫華視照公視的方式走，導致華視成為「非公非商」的「四不像」，他不惜辭職捍衛華視權益；時任公視總經理的胡元輝強調，這是誤會，公視願意好好檢討。
2007年12月24日，小野在華視第18屆董監事第21次聯席會議上提出辭呈，辭任華視總經理。
2009年，獲選國立東華大學人文社會科學學院駐校作家，開授多項創作課程。
2016年5月18日，擔任臺北市影視音實驗教育機構校長。
2017年8月1日，擔任財團法人台北市文化基金會董事長。任內因人事問題說明不清導致預算遭議員暫擱。
2018年9月19日，接任2018年選舉爭取連任臺北市市長的柯文哲競選辦公室總幹事，並因行政中立性疑慮辭任臺北市影視音實驗教育機構校長、財團法人台北市文化基金會董事長。同年10月，接受拍攝以個人身分支持民進黨高雄市市長候選人陳其邁的宣傳影片，由於片中標上其在柯文哲選辦的職銜引發議論，陳其邁則表示事先小野有先確認過影片。
2018年11月20日，擔任第一屆鏡文學影視長篇小說大獎決審評審。
2019年1月21日，回任財團法人台北市文化基金會董事長。

### 從政

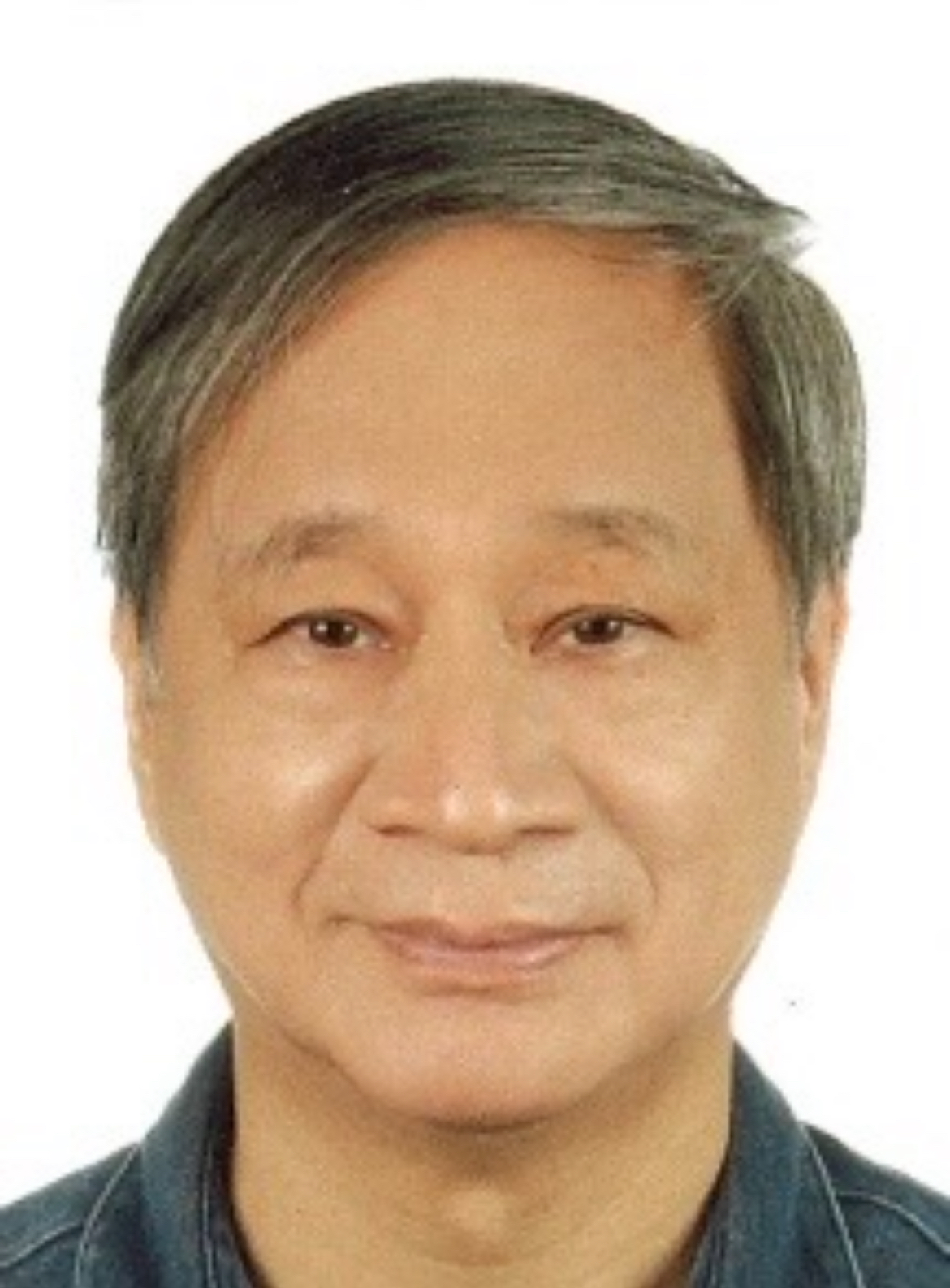
文化部官方肖像

2024年4月12日，準行政院院長卓榮泰宣布，李遠將出任文化部部長。BBC報導，部分文化人士認為他在文化圈內德高望重，應能承擔該職；也有部分人士質疑他是否能夠與青年乃至國際文化市場聯繫。

## 文學作品
小野著作豐富，也屢次獲獎得到肯定，以散文為最多，而涵蓋小說、童話、電影劇本，作品至今合計逾一百部。作品往往以家庭與學校體制為主題。多年來他作品中對於臺灣學校教育的諸多檢討、提案，十幾年來在台灣教育改革與社會發展之下也漸漸有所修正與實現。小野作品也描寫家庭生活，輕鬆的筆調卻不失真實韻味，頗受讀者喜愛，也使小野作品能長年暢銷，更使其成為體制外頗具影響力的人。
小野的作品談及家人，而小野的弟弟李近以及小野的一對子女李中、李華（李亞）與妻子鄭麗貞近年來也各有著作，皆以抒發自我的散文為主。
2012年，小野以作品《有些事，這些年我才懂：小野的人生思考》獲得金石堂「十大影響力好書」，2013年接續出版《世界雖然殘酷，我們還是......》等公共議題的推波助瀾，獲選當年度金石堂的「出版風雲人物」。兩本書均為究竟出版。

## 社會參與
在2011年日本東北地方太平洋近海地震引發的東日本大震災並導致福島第一核電站事故後與柯一正、戴立忍等多名導演共同參與反核四運動。
小野於2013年7月29日與郝明義、國立臺灣大學經濟學系教授兼系主任鄭秀玲、馮光遠、九把刀、臺大新聞所教授張錦華、臺大文學院院長陳弱水、法律學院院長謝銘洋、社會科學院院長林惠玲、副院長王麗容、新聞所所長洪貞玲、社會系主任柯志哲、社工系主任鄭麗珍、學學文創董事長徐莉玲、台灣新聞記者協會等知識界與藝文界人士就此「未充分徵詢民間意見」、「未進行衝擊評估調查」、「未事先讓國會參與監督」而引發台灣社會軒然大波的黑箱作業發起「實踐民主審議、誠實評估衝擊、重啟服貿談判」的連署活動，要求政府必須就「到底是基於什麼理由？由誰做的決策？中間的談判經過？」等始末正式出面做完整的說明，讓社會討論日後如何避免類似事件重演。

## 得獎紀錄
| 年份   | 獲提名                       | 獎項                                                                             | 結果 |
| ------ | ---------------------------- | -------------------------------------------------------------------------------- | ---- |
| 1977年 |                              | 中國文藝獎章小說獎                                                               | 獲獎 |
|        | 《蛹之生》                   | 第二屆聯合報文學獎首獎等文學獎                                                   | 獲獎 |
|        |                              | 金鼎獎最佳著作獎                                                                 | 獲獎 |
|        |                              | 德國國際青年圖書館推薦世界優良兒童讀物                                           | 獲獎 |
| 1984年 | 《我們都是這樣長大的》       | 第23屆金馬獎最佳原著劇本獎                                                       | 獲獎 |
| 1987年 | 《恐怖分子》（與楊德昌合編） | 亞太影展最佳編劇獎                                                               | 獲獎 |
| 1990年 | 《蛹之生》                   | 中國時報舉辦讀者票選「四十年來影響我們最深的書籍」，被選為民國60年代十本書之一。 | 獲獎 |

## 作品年表

### 小說、散文(部分)
| 年份 | 書名                                                                             | 出版社     | ISBN              |
| ---- | -------------------------------------------------------------------------------- | ---------- | ----------------- |
| 1985 | 《我的學生杜文燕》                                                               | 文豪出版   |                   |
| 1992 | 《企鵝爸爸》                                                                     | 麥田出版   | 978-957-708-026-4 |
| 1993 | 《豌豆家族》                                                                     | 皇冠文化   |                   |
| 1993 | 《大小雞婆》                                                                     | 皇冠文化   |                   |
| 1993 | 《十七年蟬：寓言與歌》                                                           | 皇冠文化   |                   |
| 1994 | 《青銅小子》                                                                     | 麥田出版   |                   |
| 1994 | 《輕少女薄皮書》                                                                 | 麥田出版   |                   |
| 1994 | 《可愛的女人》                                                                   | 麥田出版   |                   |
| 1995 | 《貓頭鷹家裡蹲》                                                                 | 麥田出版   |                   |
| 1995 | 《酷媽不流淚》                                                                   | 皇冠文化   |                   |
| 1995 | 《癡狂老寶貝》                                                                   | 皇冠文化   |                   |
| 1995 | 《小野之家》                                                                     | 麥田出版   |                   |
| 1996 | 《雜貨商的女兒》                                                                 | 麥田出版   |                   |
| 1996 | 《小小撒個野》                                                                   | 麥田出版   |                   |
| 1996 | 《我還是原來的我》                                                               | 麥田出版   |                   |
| 1996 | 《第三代青春痘》                                                                 | 麥田出版   |                   |
| 1997 | 《第五代青春痘》                                                                 | 麥田出版   |                   |
| 1997 | 《春天底下3條蟲》                                                                | 麥田出版   |                   |
| 1997 | 《在蘋果樹下躲雨》                                                               | 遠流出版   |                   |
| 1997 | 《我跳，我跳，我跳跳跳》                                                         | 元尊文化   |                   |
| 1997 | 《酸辣世代》                                                                     | 皇冠文化   |                   |
| 1998 | 《你只要負責笑就好：大小雞婆2》                                                  | 皇冠文化   |                   |
| 1998 | 《愛情解嚴》                                                                     | 麥田出版   |                   |
| 1999 | 《讓我躺在你身邊》                                                               | 麥田出版   |                   |
| 1999 | 《最好不在家》                                                                   | 皇冠文化   |                   |
| 1999 | 《生命豈只是三言兩語》                                                           | 麥田出版   |                   |
| 1999 | 《臭企鵝V.S.大屁股》（與李中合著）                                               | 皇冠文化   |                   |
| 2000 | 《中等野蠻：臭企鵝 VS. 大屁股2》（與李中合著）                                   | 皇冠文化   |                   |
| 2000 | 《你不要錯過我》                                                                 | 麥田出版   |                   |
| 2000 | 《歡樂大飯店》                                                                   | 皇冠文化   |                   |
| 2001 | 《鋼琴貓的偉大事業》                                                             | 麥田出版   |                   |
| 2002 | 《企鵝爸爸上班去》                                                               | 皇冠文化   |                   |
| 2003 | 《微笑吧！天才李奧》                                                             | 麥田出版   |                   |
| 2004 | 《這家怪可愛》                                                                   | 皇冠文化   |                   |
| 2004 | 《爸爸，我要休學！》（與李亞合著）                                               | 麥田出版   |                   |
| 2005 | 《爸爸，我還想玩！》（與李亞合著）                                               | 麥田出版   |                   |
| 2005 | 《家住渴望村》                                                                   | 皇冠文化   |                   |
| 2005 | 《蛹之生》（30週年紀念版）                                                       | 遠流出版   |                   |
| 2006 | 《孩子，我挺你》                                                                 | 麥田出版   |                   |
| 2007 | 《孩子，勇敢向前行！》                                                           | 麥田出版   |                   |
| 2009 | 《面對：小金剛世代與野草莓世代的深情對話》（與李亞合著）                         | 麥田出版   |                   |
| 2010 | 《誰來陪我放熱氣球：小野精選集》                                                 | 九歌出版社 |                   |
| 2012 | 《試管蜘蛛》                                                                     | 遠流出版   |                   |
| 2012 | 《封殺》                                                                         | 遠流出版   |                   |
| 2012 | 《魔神摸頭》                                                                     | 東村出版   |                   |
| 2012 | 《有些事，這些年我才懂》                                                         | 究竟出版   |                   |
| 2013 | 《生煙井》                                                                       | 遠流出版   | 978-957-327-159-8 |
| 2013 | 《世界雖然殘酷，我們還是……》                                                     | 究竟出版   | 978-986-137-172-6 |
| 2014 | 《別吵，我正在愛》                                                               | 皇冠文化   | 978-957-333-050-9 |
| 2014 | 《誰幫我們撐住天空》                                                             | 究竟出版   | 978-986-137-188-7 |
| 2015 | 《關於人生，我最想告訴你的事：小野50則陪伴孩子做選擇的故事及孩子們長大後的回應》 | 麥田出版   | 978-986-344-190-8 |
| 2016 | 《人生，不能什麼都要》                                                           | 麥田出版   | 978-986-344-297-4 |
| 2016 | 《一直撒野》（第100本書）                                                        | 圓神出版社 | 978-986-133-594-0 |
| 2019 | 《不管輸贏都愛你：小野與四個孫子的生活陪伴日記》                                 | 麥田出版   | 978-986-344-682-8 |
| 2021 | 《走路・回家》                                                                   | 今周刊     | 978-626-7014-13-4 |

### 編劇作品
- 1978 《男孩與女孩的戰爭》
- 1978 《擎天鳩》
- 1979 《成功嶺上》
- 1979 《寧靜海》
- 1981 《帶槍過境》
- 1981 《望子成龍》
- 1981 《天降神兵》
- 1981 《辛亥雙十》(The Battle For The Republic of China)
- 1982 《動員令》(Happy Days In The Army)
- 1982 《四年二班》
- 1982 《苦戀》(Portrait of A Fanatic)
- 1982 《超級勇士》
- 1982 《老師，斯卡也答》(A Lily In The Valley)
- 1982 《血戰大二膽》
- 1983 《最長的一夜》
- 1983 《又見阿Q》
- 1983 《竹劍少年》(Kendo Kids)
- 1983 《天下第一》(All The King’s Men)
- 1984 《策馬入林》(Run Away)
- 1984 《高粱地裡大麥熟》
- 1984 《我愛瑪麗》(I Love Mary)
- 1986 《恐怖分子》(The Terrorizers)
- 1986 《我們都是這樣長大的》(Reunion)
- 1986 《牯嶺街少年殺人事件》(A Brighter Summer Day)
- 1987 《那一年我們去看雪》(Cold)
- 1987 《白色酢漿草》
- 1988 《海水正藍》(When The Ocean Is Blue)
- 1989 《刀瘟》(The Story of a Gangster)
- 1989 《國中女生》(School Girl)
- 1990 《我的兒子是天才》
- 1991 《娃娃》(A Piggy Tale)
- 1994 《禪說阿寬》(Zen Taipei Ah-Kuan)
- 2010 《嘿！阿弟牯》(全球首部客家兒童劇)

### 製片作品
- 1983 《竹劍少年》(Kendo Kids)

### 策劃作品
- 1984 《戰爭前夕》(Impending War)

### 電影相關著作
- 1986 『一個運動的開始』
- 1988 『白鴿物語』

### 歌曲作詞
陸小芬唱片專輯《情與愁》，1985年中聯唱片
- 〈情愁〉（溫隆俊作曲）
- 〈秋聲賦〉（溫隆俊作曲）
- 〈夜歌〉（溫隆俊作曲）
- 〈黑色的靈魂〉（溫隆俊作曲）
- 〈心曲〉（溫隆俊作曲）
- 〈命運的小巷〉（溫隆俊作曲）
- 〈愛就是這樣〉（溫隆俊作曲）
- 〈冬夜〉（溫隆俊作曲）
- 〈當杜鵑花開的時候〉（溫隆俊作曲）
- 〈情人站出來〉（溫隆俊作曲）